# Vive la música
Vive la música es un concurso televisivo de canto, realizado en Panamá por la Televisora Nacional de Panamá (TVN). Emitido desde el 5 de mayo de 2006, bajo la conducción de Rolando Sterling y Blanca Herrera, esta última fue reemplazada por Andrea Pérez en la temporada del 2012. Su última temporada que fue emitida en el 2019, conducida por Gaby Garrido y Arian Abadi.
Los participantes de la primera temporada debían tener entre 18 y 35 años de edad, no haber cobrado por cantar anteriormente, ni haber comercializado un álbum de música, estas reglas se aplicaron en la primera temporada, la segunda regla fue eliminada desde la segunda temporada dejando aprobar a personas más expertas en el ámbito del canto.
En la cuarta temporada que se emitió en el se cambia el nombre del programa a Vive la música LIVE, en la quinta temporada se cambia por Vive la música - La batalla de las estrellas y en la próxima sexta temporada volverá a llamarse solo Vive la música.

## El jurado
El jurado estaba compuesto por personalidades de la música;
- Paulette Thomas, cantante.
- Eduardo Bragín, antiguo gerente de Sony Music.
- Lorena "Candela" Toledano, cantante y profesora de canto.

En la cuarta temporada se agregó un juez más.
- Gustavo Sánchez, productor musical, antiguo jurado de Latin American Idol.

En el 2012 regresa con un nuevo formato, ahora con nuevos jurados de talla internacional.
- Lourdes Robles, cantante puertorriqueña.
- Erika Ender, cantante panameña.
- Alberto Gaitán, cantante panameño, miembro de los Gaitanes junto a su hermano.

En la temporada 2019, los jurados fueron:
- Paulette Thomas
- El Chombo
- Roberto Delgado
- Lena Burke

## Formato
El formato del programa se mantuvo en un esquema básico en las 5 primeras temporadas y para la próxima sexta temporada será renovado. Las Audiciones y Rumbo a Vive la música se ha mantenido exactamente igual en las 5 primeras temporadas y es posible que para la sexta sea cambiado.

### Audiciones
Se realizan 3 convocatorias todo el país: Provincia de Chiriquí, región de Azuero y la ciudad de Panamá. De aquí se realiza una preaudición con los fúturos asesores de vive la música y de ahí si son aprobados (por lo bien o por lo mal que canten) serán enviados al verdadero jurado. De aquí los jurados lo escuchan y ven si son aprobados o no. Los que son aprobados se les da un papel amarillo, los que no un sello a un papel da la señal de que no lo fueron. Generalmente un jurado es el que aprueba o desaprueba a un concursante en esta etapa y rara vez ha habido discusiones entre ellos.
En 2010, no se realizaron audiciones ya que se realizó el show con 11 participantes de temporadas anteriores que no resultaron ganadores.

### Rumbo a Vive la música
De los audicionantes escogidos, de éstos son escogidos 40 de una segunda audición. Estos 40 escogen una canción para interpretarla frente al jurado con pista. El jurado da su opinión y pasan a 20 una segunda ronda de "Rumbo a vive la música".
A la segunda ronda pasan 20 participantes. Estos vuelven a cantar con pista y el jurado da su opinión y un puntaje del 1 al 10 (este nunca aparece). De ahí el jurado hace una tabla de posición de los participantes del 1 al 20. Los primeros 11 (VLM 2006), 12 (VLM 2007 y 2008) o 13 (VLM LIVE 2009) serán los finalistas de la temporada.

### Galas / Conciertos

#### Vive la música 2006, 2007 y 2008
Las galas son realizadas y transmitidas en vivo los miércoles por la noche en el Teatro Balboa. Las galas se pueden dividir en 4 partes.
Cada gala de vive la música empieza con un opening de los participantes que permanecen en la competencia.
La primera parte explica un formato básico para las siguientes partes. Cada participante canta una canción escogida por los asesores para ellos (la canción dura 2 minutos y medio por ende no la cantan completa) y el jurado da su comentario y un puntaje del 1 al 10 que no es mostrado nunca (similar a Rumbo a vive la música). De ahí al final de la gala se hace una tabla de posiciones, que no aparece en la gala sino en un programa alterno llamado "Secretos de Vive la música" mas no se puede ver el puntaje de los jueces. En la gala se da a conocer los dos últimos lugares que quedan "sentenciados". Al estar sentenciado significa que uno de los dos debe irse. Ambos cantan en la siguiente gala (en la mayoría de las galas son los primeros en cantar. En las galas que no han sido así, los sentenciados cantan se manera seguida, es decir, uno detrás del otro) pero uno es eliminado al final de la misma. El público escoge a su favorito y uno de ellos se salva. Esta primera parte dura aproximadamente 5 galas ya que varía según temporada. El jurado tiene convicción en su puntaje hasta la antepenúltima gala. Todas las galas se realizan en el teatro Balboa a excepción de la Gran Final.
La segunda parte se da al quedar alrededor de 8 participantes. En esta parte los participantes interpretan dos canciones: una solos y otra en dúo o en trío (cuando son participantes impares, rara vez sucede). Ambas son escogidas por los asesores. Esta parte se realiza en aproximadamente 2 galas, tiene a variar por la temporada.
La tercera parte se da al quedar alrededor de 6 participantes. En esta parte los participantes interpretan dos canciones más los dúos. Aquí se suele dejarles escoger una canción que irán a cantar solos. También se ha dado el caso de que se realizan dúos con participantes de generaciones pasadas o con participantes del programa infantil Canta Conmigo. En la antepenúltima gala (en la cual quedan 4 participantes), el jurado da su última convicción. En esta gala el jurado da a conocer a dos de los tres finalistas para la Gran Final. Los primeros dos lugares en la tabla de posición obtienen este puesto. El último puesto es escogido en la última sentencia de los dos últimos lugares de la tabla de posiciones. Esta parte termina en la semifinal en la cual se sabrá quién obtiene el último puesto dado por el público para la Gran Final. El jurado no tiene convicción en esta gala, sólo da sus comentarios.
La cuarta parte se realiza en una gala. Esta es la última gala "La Gran Final". Esta gala se realiza en el teatro Anayansi. Y los tres finalistas se presentan con tres interpretaciones: una canción escogida por un jurado a cada finalista, una canción con un artista invitado y una canción escogida por cada finalista. Este formato de la gran final ocurrió en las primeras dos temporadas. La tercera temporada se cambió a: una canción escogida por la producción, una canción escogida por un jurado para cada finalista y una canción escogida por el finalista. El jurado no tiene convicción en la gran final más que sus comentarios. El ganador de Vive la música de cada temporada lo decide el público con sus llamadas. Al final después de conocer los primeros tres lugares, los finalistas reciben dinero en efectivo y muchos premios. El ganador obtiene un auto último modelo. En la segunda y tercera temporada se le otorgó un auto al segundo lugar.

#### Vive la música LIVE 2009
Esta temporada de Vive la música mantuvo el formato básico de las galas con algunos cambios:
- Se le cambia el nombre de "galas" a "conciertos".
- Hay una presencia de un cuarto jurado: Gustavo Sánchez.
- Se escogen 13 participantes para la temporada. Lo cual hace que se sentencien a tres participantes en el primer concierto y se eliminen a dos para la segunda gala.
- Sólo dos participantes llegan a la gran final por ende se sentencian a tres participantes en el transantepenúltimo concierto.
- El jurado sentencia a tres participantes con ciertos (cuatro en el primer y transantepenúltimo concierto) pero esto no es una sentencia definitiva porque hay un quinto jurado (conformado por tres personalidades de la música en Panamá, es diferente en cada concierto), este jurado salva a uno de los tres o cuatro que están en dicha posición.
- Se crea una nueva regla de que el participante que sea sentenciado "definitivamente" tres veces consecutivas es eliminado del concurso.

#### Vive la música 2010 (La batalla de las estrellas)
Esta temporada fue declarada como la quinta y última del programa. En este participaron participantes que no resultaron ganadores de sus temporadas pasadas y volverán a competir (Sin embargo uno de los participantes fue reemplazado por un ganador de temporada, esto generó polémica y este decidió retirarse del concurso). La idea original consistió reunir a 11 voces de temporadas pasadas del 2.º a 4.º lugar de las 4 temporadas (De la primera se tenía previsto llevar al 2.º y 3.er lugar solamente). Pero no todos los que ocupaban estos lugares aceptaron la invitación; en la única temporada que se cumplieron las invitaciones del 2.º al 4.º lugar fue en los participantes de la segunda temporada. De las invitaciones de la tercera temporada el 4.º lugar no aceptó la invitación ni tampoco el 5.º lugar, así que el sexto lugar tomó su posición en esta temporada. De las invitaciones de la cuarta temporada el tercer lugar no aceptó su invitación lo que permitió que el 5.º lugar entrará a competir en esta temporada.
Los conciertos se realizaron de manera distinta a otras temporadas. Por primera vez en la historia de vive la música se presentó en pantalla un resultado parcial de las puntuaciones del jurado dejado en voto secreto al "Jurado internacional" el cual fue Gustavo Sánchez. El jurado nacional lo componen los tres jurados que siempre han participado en el proyecto. Al mostrar el resultado parcial de cada concursante se colocaba en una tabla y se comparaba con los otros concursantes que ya se habían presentado antes que él mostrando los lugares del primero hasta el último sin el voto secreto. Al final del concierto se mostraban los resultados del voto secreto dejando por fuera los tres últimos lugares; de los cuales el presentador decía quien se salvaba. Los otros dos quedaban sentenciados.
Los conciertos contaron con nuevas modalidades de otras temporada. Los primeros 4 conciertos de los 11 realizados en esta temporada, consistieron en presentaciones en solitario de cada concursante. El jurado mostraba la calificación parcial de esa presentación como fue explicado anteriormente.
En el quinto concierto se continúa con la misma mecánica, pero quedando 8 participantes en competencia se produjeron dos últimas rondas que constaron de dos cuartetos (nunca antes presentado en vive la música). En esta ronda de cuartetos no se mostró la calificación del jurado nacional.
En el sexto concierto, quedando 7 participantes; se realizó el concierto más largo de vive la música en todas sus temporadas; ya que fueron interpretadas 14 presentaciones. Este concierto consistió en una presentación en solitario de cada participante, de la cual el jurado nacional mostraba su calificación; y de una presentación a dúo, ya sea con un ganador de Vive la música o con un exparticipante del programa infantil de canto Canta Conmigo. En esta segunda ronda no se mostró la calificación del jurado nacional.
En el séptimo concierto, con la fase de dúos abierta. Los 6 participantes se presentaron en una ronda en solitario en la que el jurado nacional mostró su puntuación, pero en la ronda de los dúos no. En la octava gala se presentaron con dos rondas individuales sin dúos y en la segunda ronda no se mostró la puntuación del jurado nacional mas sí en la primera.
En el noveno concierto como en todas las temporadas se escoge el paso de un finalista. Quedando 4 participantes; dos están sentenciados y uno debe quedar eliminado. De los tres que quedan luego de la eliminación; el de mayor puntaje pasa directamente a la final. Los otros dos deben quedarse hasta el siguiente concierto para elegir quien será el segundo finalista. Este concierto contó con tres rondas y sólo se mostró la puntuación del jurado nacional en la última ronda. El penúltimo concierto fue muy parecido a este también contó con tres rondas pero el jurado no mostró ninguna calificación ya que no era necesario, desde ésta gala en adelante sólo tiene validez sus comentarios y el público decide todo.
La gran final de Vive la música 2010: La batalla de las estrellas constó de 5 rondas, algo nunca antes visto en Vive la música. Las finalistas se presentaron en dos rondas en solitario, un dúo entre las finalistas, un trío con la cantante Melina León y por último una nueva modalidad llamada "El Duelo" que consistió en 4 pequeñas interpretaciones intercaladas entre cada finalista de la cual cantaron canciones del mismo género y de un mismo artista luego de que la otra concursante acabará. En este concierto con el voto del público se declara el ganador de la temporada.

### Vive La Música 2012
Nueva temporada, nuevos jurados y más es lo que trajo vive la música 2012.
Cada jurado tenía su equipo conformado por cinco participantes cada uno.
En las primeras tres galas se eliminaron tres por gala en cada equipo, también se hicieron los musicales, una nueva innovación para este reality de la música.
Después de las tres primeras galas, volvieron los concursantes sentenciados mandando mensajes de textos para salvarlos.

## Temporadas

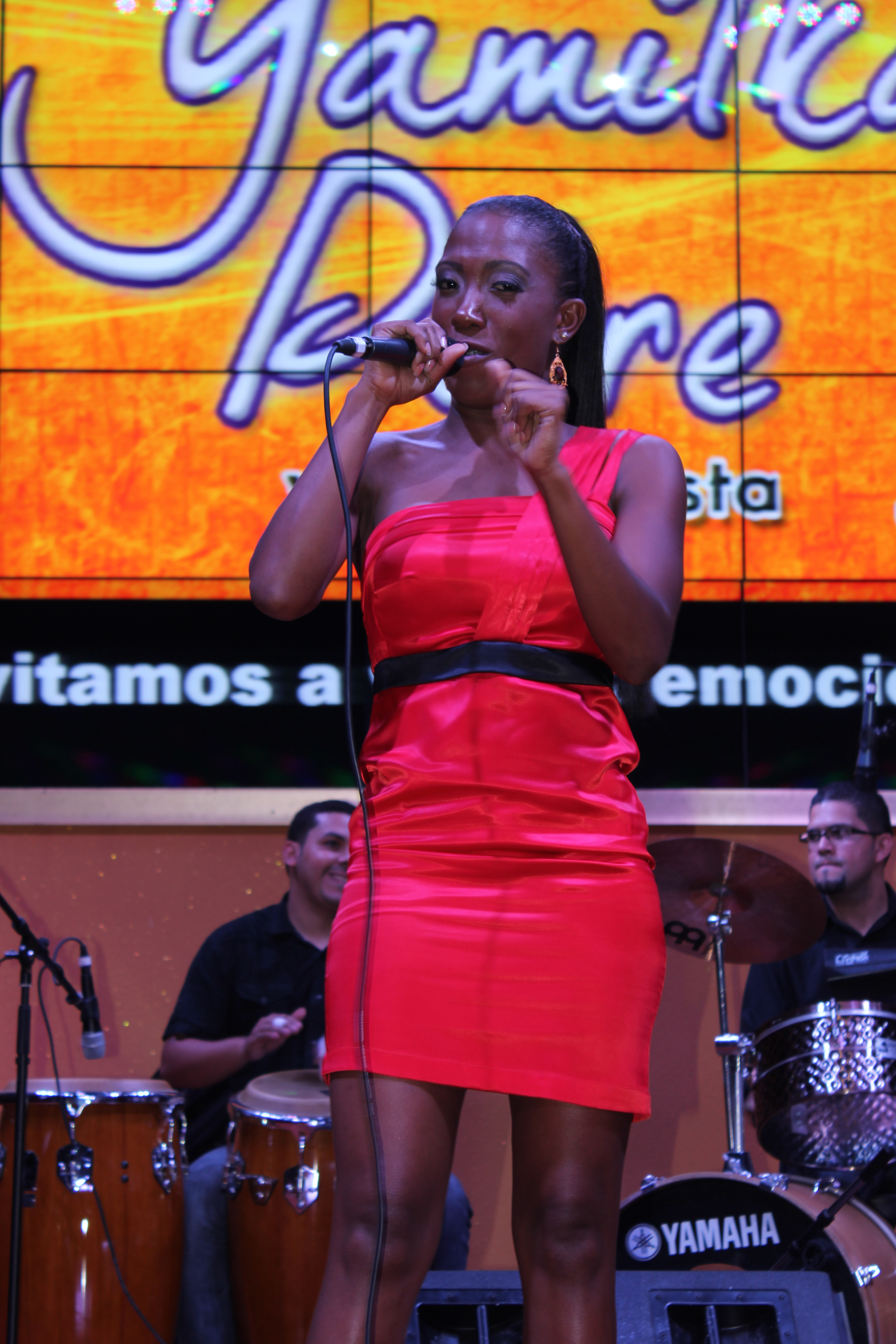
Yamilka Pitre, ganadora de Vive la música 2009

### Vive la música 2006

#### Los participantes
Estuvo conformado por 11 participantes:
| Participante        | Resultado      | Provincia de Origen |
| Abell Ropper        | 1.er eliminado | Colón               |
| Francisco Navarrete | 2.º eliminado  | Bocas del Toro      |
| Christian Melo      | 3.er eliminado | Provincia de Panamá |
| Carmen Oneil        | 4.ª eliminada  | Provincia de Panamá |
| Mario Spinally      | 5.º eliminado  | Provincia de Panamá |
| Alexandra Bulgin    | 6.ª eliminada  | Provincia de Panamá |
| Josué Villavicencio | Retirado       | Chiriquí            |
| Tayna Pinder        | 8.ª eliminada  | Provincia de Panamá |
| Massiel Mendoza     | Tercer lugar   | Herrera             |
| Miguel Cigarruista  | Segundo lugar  | Los Santos          |
| Karen Peralta       | Ganadora       | Los Santos          |

#### Resultado
El resultado fue el siguiente:
| Participante       | Resultado     | Votación |
| Massiel Mendoza    | Tercer lugar  | 17.7%    |
| Miguel Cigarruista | Segundo lugar | 31.6%    |
| Karen Peralta      | Ganadora      | 50.7%    |

### Vive la música 2007
Esta temporada le dio la gran popularidad al programa. En esta segunda edición se realizaron varias variantes en cuanto a las audiciones. Una de estas fue que se eliminó la regla de prohibir que participaran personas que hayan cobrado por cantar.
En las audiciones participaron cerca de 600 personas, de las cuales se redujeron a 12 finalistas (en realidad debían ser 10 pero, por discusión del jurado y los productores, decidieron seleccionar 12). En esta etapa y antes de iniciarse las galas, la concursante Victoria Greco renunció al programa, dándole la plaza a Tatiana Ríos, que había quedado en 13.er lugar.
Se celebraron 11 Galas desde el miércoles 23 de mayo de 2007 hasta la final el 1 de agosto de 2007. A diferencia de la primera edición que se escogían 3 sentenciados, en esta segunda edición se escogieron 2 sentenciados por Gala, siendo los 2 últimos lugares de la noche en la puntuación de los jurados, conformados por Paulette Thomas, Eduardo "Pacho" Bragim y Lorena "Candela" Toledano. Los 2 sentenciados de la noche tenían que esperar hasta la siguiente Gala para saber quien de los 2 abandonaba el programa, dependiendo de las llamadas del público, el que menos llamadas recibió, sería el eliminado.
Las 10 primeras Galas se realizaron en el Teatro Balboa y la Gala Final se realizó en el Teatro Anayansi del Centro de Convenciones Atlapa.

### Promoción comercial
Luego del concurso, los integrantes de esta Generación se unieron para lanzar al mercado su primer CD, aprovechando la época navideña lanzan "Atrapados en la Magia de la Navidad" una producción de Ricky Ramírez, que contaba con 7 temas clásicos navideños con arreglos modernos en balada, arreglos de voces, salsa, rock, pop y reguetón, además de un tema inédito bajo la composición de Evaristo González, participante del reality show.
Este CD logra alcanzar 7.897 copias vendidas en tan solo un mes a la venta, convirtiéndose en récord de ventas en Panamá en el año 2007.
En 2008, la ahora agrupación Generación 2 (Vive la Música 2007) relanza su CD de Navidad en la cual agregan una canción navideña panameña con la participación especial de la reconocida cantante de música típica panameña Sandra Sandoval y con la realización de su primer video musical, el cual fue la promo navideña de los canales locales TVN y +23.

#### Participantes
| Participante       | Resultado     | Lugar de Origen |
| Tatiana Ríos       | 1.ª eliminada | Panamá          |
| Karla Vargas       | 2.ª eliminada | Panamá          |
| Kassandra Ardila   | 3.ª eliminada | San Miguelito   |
| Nini Moreno        | 4.ª eliminada | Panamá          |
| Luis Pérez         | 5.º eliminado | Guararé         |
| Evaristo González  | 6.º eliminado | Coclé           |
| Katterine González | 7.ª eliminada | Panamá          |
| Gabriel Díaz       | 8.º eliminado | Panamá          |
| Francisco Díaz     | 9.º eliminado | 24 de diciembre |
| Julieta Villamonte | 3.er lugar    | Pedregal        |
| Brenda Lau         | 2.º lugar     | Panamá          |
| Manuel Araúz       | Ganador 2007  | David, Chiriquí |

#### Invitados Especiales
Durante el transcurso de las galas muchos artistas nacionales e internacionales fueron invitados para animar el show:
- 1.ª Gala: Jerry Rivera
- 2.ª Gala: Eddy Lover y La Factoría
- 3.ª Gala: Karen Peralta
- 4.ª Gala: Tributo a Rubén Blades
- 5.ª Gala: Pedro Suárez-Vertiz
- 6.ª Gala: No hubo invitado
- 7.ª Gala: Charlie Zaa
- 8.ª Gala: Erika Ender
- 9.ª Gala: Jeremías
- 10.ª Gala: Fonseca
- 11.ª Gala: Ángel López, Horacio Valdés, Leo Goldfarb, Alejandro Lagrotta y Carlos Ponce.

### Vive La Música 2008

#### Los Participantes[6]
| Participante      | Resultado      |
| Natalie Harris    | 1.ª eliminada  |
| Yanis Blanco      | 2.ª eliminada  |
| José Amador       | 3.er eliminado |
| Daniela Bulgin    | 4.ª eliminada  |
| Tatiana Saavedra  | 5.ª eliminada  |
| Jimmy Santamaría  | 6.º eliminado  |
| Cristel Henríquez | 7.ª eliminada  |
| Gabriel Camarena  | 8.º eliminado  |
| Annie García      | 9.ª eliminada  |
| Avelino Martínez  | Tercer lugar   |
| Lenin Ríos        | Segundo lugar  |
| Jeannifer Martín  | Ganadora       |

### Vive la música LIVE 2009

#### Los Participantes
| Concursante         | Lugar                                         |
| ------------------- | --------------------------------------------- |
| Astrid Schmutz      | 1.ª eliminada (Doble eliminación)             |
| Gaby Garrido        | 1.ª eliminada (Doble eliminación)             |
| Joaquín Rodríguez   | tercero eliminado                             |
| Alvis Miller        | 4.º eliminado                                 |
| Bernardo Cedeño     | 5.º eliminado                                 |
| Indira Samaniego    | 6.ª eliminada                                 |
| Luccia Herrera      | 7.ª eliminada                                 |
| Bella Rivas         | 8.ª eliminada                                 |
| Marie Claire Marine | 9.ª eliminada (por 3 sentencias consecutivas) |
| Marlys Domínguez    | 10.ª eliminada                                |
| Allan Tsimogianis   | Tercer lugar                                  |
| Rafael Moreno       | Segundo lugar                                 |
| Yamilka Pitre       | Ganadora                                      |

### Vive la música VIP 2010: La batalla de las estrellas

#### Participantes
| #  | Brenda Lau          | Salvado     | Salvado     | Salvado     | Salvado     | Salvado     | Salvado     | Salvado     | Salvado     | Convocado a la final | Puesto en la Final | Ganador       |  |  |
| #  | Marie Claire Marine | Salvado     | Salvado     | Salvado     | Salvado     | Salvado     | Salvado     | Salvado     | Salvado     | Convocado a la final | Puesto en la final | Segundo lugar |  |  |
| 3  | Marlys Domínguez    | Salvado     | Salvado     | Salvado     | Salvado     | Salvado     | Sentenciado | Sentenciado | Sentenciado | Convocado a la final | Tercer lugar       |               |  |  |
| 4  | Cristel Henríquez   | Sentenciada | Salvado     | Salvado     | Salvado     | Salvado     | Salvado     | Salvado     | Sentenciado | Eliminado            |                    |               |  |  |
| 5  | Julieta Villamonte  | Salvado     | Salvado     | Salvado     | Sentenciado | Salvado     | Salvado     | Sentenciado | Eliminado   |                      |                    |               |  |  |
| 6  | Rafael Moreno       | Salvado     | Salvado     | Salvado     | Salvado     | Sentenciado | Sentenciado | Eliminado   |             |                      |                    |               |  |  |
| 7  | Lenín Ríos          | Salvado     | Salvado     | Salvado     | Salvado     | Sentenciado | Eliminado   |             |             |                      |                    |               |  |  |
| 8  | Massiel Mendoza     | Sentenciada | Salvado     | Salvado     | Sentenciado | Eliminado   |             |             |             |                      |                    |               |  |  |
| 9  | Miguel Cigarruista  | Salvado     | Salvado     | Sentenciado | Eliminado   |             |             |             |             |                      |                    |               |  |  |
| 10 | Avelino Martínez    | Salvado     | Sentenciado | Eliminado   |             |             |             |             |             |                      |                    |               |  |  |
| 11 | Manuel Araúz        | Salvado     | Retirado    |             |             |             |             |             |             |                      |                    |               |  |  |

     Concursantes ganadores.
     Concursante salvado.
     Concursante eliminado.
     Concursante sentenciado

### Vive la música 2012

#### Los participantes
| Concursante           | Lugar                               |                |
| --------------------- | ----------------------------------- | -------------- |
| Luis Salas            | 1.er eliminado (Triple eliminación) | Panamá         |
| Marvin Santos         | 1.er eliminado (Triple eliminación) | Panamá         |
| María Gabriela Medina | 1.ª eliminada (Triple eliminación)  | Los Santos     |
| Alain Jiménez         | 2.º eliminado (Triple eliminación)  | Panamá         |
| Kevin Cedeño          | 2.º eliminado (Triple eliminación)  | Chorrera       |
| Jazmín Castro         | 2.ª eliminada (Triple eliminación)  | Chiriquí       |
| Daniel Gallimore      | 3.er eliminado                      | Panamá         |
| Marleth Acuña         | 4.ª eliminada                       | Bocas del Toro |
| Niudska Beitia        | 5.ª eliminada                       | Panamá         |
| Liley Araúz           | 6.º eliminado                       | Chiriquí       |
| Luis Rosman           | 7.º eliminado                       | Panamá         |
| Claire Delic          | 8.ª eliminada                       | Chiriquí       |
| Lucely Ibarra         | Tercer lugar                        | Colón          |
| Emely Myles           | Segundo lugar                       | Panamá         |
| Bethel Vargas         | Ganadora 2012                       | La Chorrera    |

### Vive la música 2019 "La temporada de los sueños"
En 2018, TVN anunció el regreso de Vive la música después de 6 años de no transmitir. Se realizaron audiciones en todo el país. Su estreno será el 17 de abril de 2019. En esta temporada, los jurados conformados por Paulette Thomas, Roberto Delgado, Rodney Clark "El Chombo" y la jurado internacional Lena Burke, evaluaron a los participantes con un nuevo formato, en la que consiste en cuánto pagaría por su show. Ellos deciden cuánto le otorgarán, en un rango de B/. 5.00 a B/. 100.00. El ganador o ganadora de la temporada se hace acreedor de B/. 10.000, un auto de paquete y la oportunidad de cantar en el Atlas Golden Fest 2020, el 11 de enero de 2020.
| Participante     | Resultado     |
| Allison Berrios  | 1.ª eliminada |
| Vicente Chaves   | 2.º eliminado |
| Valeria Murillo  | 3.ª eliminada |
| Ezequiel Rangel  | 4.º eliminado |
| Caleb Rivera     | 5.º eliminado |
| Carlos Jaén      | 6.º eliminado |
| Mare Cabal       | 7.ª eliminada |
| Ángel Credidio   | Tercer lugar  |
| Miguel Delgado   | Segundo lugar |
| Eduvigis Tejedor | Ganadora      |